# 山田宗昌
山田宗昌（やまだ むねなさ，1544年—1620年），號匡得，戒名學翁匡德。日向國人眾首領山田宗繼之子，伊東氏家臣。是為協助豐臣政權打倒島津氏的重要武將。

## 生平

### 伊東家臣時期
於天文25年（1555年）跟隨其父上戰場與北郷氏戰鬥，並單挑殺死了猛將龜澤豐前守，以此立下功名之後宗昌受到主君伊東義祐重用，成為伊東家首屈一指的武將活耀於前線。
永祿十年（1567年），父親宗繼在伊東家攻打飫肥城時陣亡，宗昌繼承家業。翌年二月宗昌隨軍再度攻擊飫肥城，在小越合戰中擊破來援飫肥城的島津軍，並討取了殺父仇人勝岡城主和田民部少輔，當時和田民部少輔之子助六亦戰敗被俘，但是宗昌相當賞識助六勇敢不畏死的精神，因此慨然將其釋放，傳為佳話。
天正5年（1577年），伊東義祐派遣族弟伊東祐安率領三千騎攻打島津義久，但是最後被島津義弘僅以三百人擊敗，包括祐安本人伊東家眾多武將陣亡(木崎原之戰)。
木崎原之戰後伊東氏的實力大減，伊東義祐欲與大友宗麟合作取回領地，這段期間宗昌受到義祐的命令一時留在日向國石城待命。同年九月，石城被島津義弘包圍，雖然宗昌在奮戰之下一度擊退島津軍攻勢，但是苦戰三天三夜之後仍寡不敵眾，被擒。戰後，宗昌被帶到島津義弘面前，義弘相當欣賞宗昌的勇氣與戰略，提出以三百町的知行為條件意圖招募宗昌，宗昌斷然表示生無二君之意，令義弘非常敬佩，於是把宗昌送回大友領。
天正6年（1578年），由於宗昌與島津交戰受到重傷且尚未恢復，因此並未參加大友與島津的決戰耳川之戰。大友軍戰敗之後將責任推到伊東義祐身上，義祐便帶領同族逃往伊予。由於宗昌與義祐走散，於是前去投靠栂牟禮城城主佐伯惟定，於當年出家，正式稱作匡得。

### 堅田合戰
天正十四年（1586年），匡得接受佐伯惟定的邀請，成為其軍師協防梅牟禮城對抗島津軍，在島津家久派使僧玄西堂進入梅牟禮城勸降時，建議佐伯惟定將之全部殺害，一來可宣示佐伯惟定對大友家之忠心及抗戰的決意、二來也能向島津家示威，激勵士氣不被周遭城主的投降打擊。同年十一月三日，島津家久對梅牟禮城發動攻勢，以土持親信及新名親秀領兩千兵馬，從岸河內往堅田進攻，為因應島津軍的戰術，佐伯惟定把一千八百名城兵分成三隊，分別發動突擊，並以匡得由側面奇襲，將島津軍擊潰。
在大友宗麟的求援成功後豐臣秀吉決定親征平定島津家，以其弟豐臣秀長領兵出陣，島津義弘、家久兩軍合流回歸日向進行防戰，而宗昌與佐伯惟定也窺準此機，出兵追擊，直追到日向國境，宗昌更率七騎突破島津家久隊，戰後奪回石城，和佐伯惟定同樣獲得秀吉的感狀。

### 重仕舊主
九州征伐結束後義祐之子伊東祐兵由於在秀吉手下立下戰功因此被允許收復舊地飫肥城，匡得一聽到此消息便向佐伯惟定辭官，投靠舊主祐兵，並被任命為家老獲封300石知行。
關原合戰時，伊東祐兵投向西軍，由於祐兵患病，讓家臣代理進攻叛投東軍的京極高次的大津城，宗昌在大津城與伊東與兵衛、平賀喜左右衛門等三十人揹負伊東家的家紋，壯烈參戰。此後生平不詳，之後山田家作為飫肥藩伊東家的重臣佔有一席地位。

## 人物
- 自稱「已通曉大江匡房之兵法」為由而自號匡得。
- 現宮崎縣日南市的四半的弓道活動為宗昌為了國境防衛策並兼得娛樂所振興的文化。
- 當宗昌聽聞祐兵已取回沃肥的消息，當正要離開大友家的時候被大友宗麟以加封150町的領地與宗麟自己的鎧甲色色威腹巻贈與宗昌表示挽留，但是宗昌不予理會，依舊前往祐兵處。